# Physocyclus mexicanus
Physocyclus mexicanus is een spinnensoort uit de familie trilspinnen (Pholcidae). De soort komt voor in Mexico.